# Duoyuan Printing
Duoyuan Printing Inc. ist nach eigener Aussage ein führender Hersteller von Offsetdruckausrüstung in China mit Sitz in Peking. Die Aktien werden an der Börse New York Stock Exchange gehandelt. Das Unternehmen stellt Prepress-, Press- und Postpress-Ausrüstung her. Die Tochtergesellschaften sind
- Duoyuan Digital Press Technology Industries (China) Co., Ltd., auch Duoyuan China
- Langfang Duoyuan Digital Technology Co., Ltd., auch Langfang Duoyuan und
- Hunan Duoyuan Printing Machinery Co., Ltd., auch Hunan Duoyuan genannt.

## Weblink
- Internetseite von Duoyuan